# Berliner Gewerbeschule

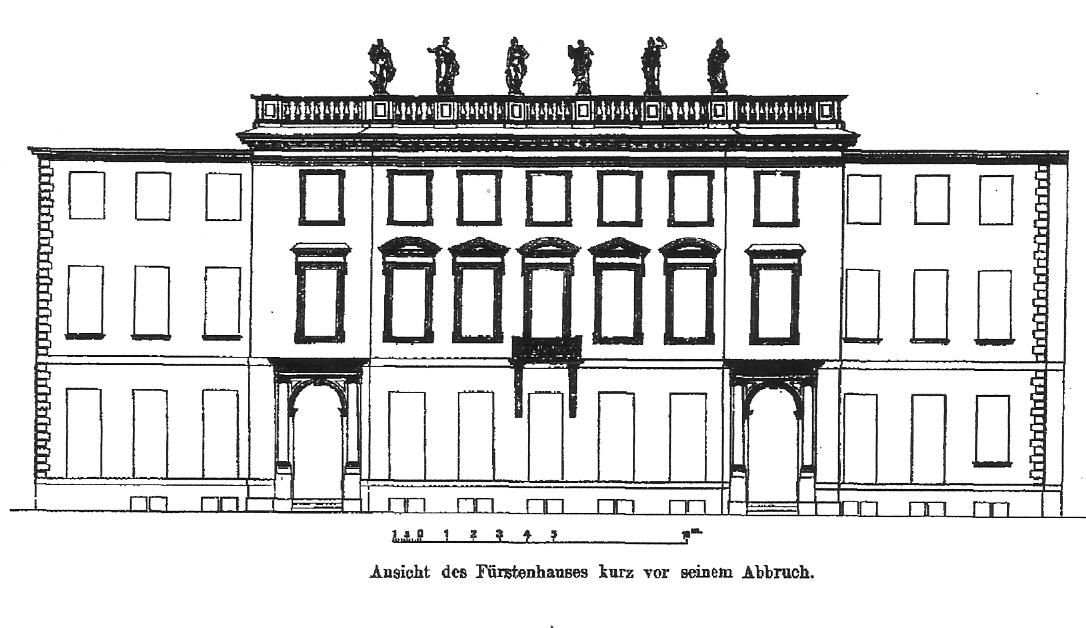
Fürstenhaus, 1886

Die Berliner Gewerbeschule war eine Schule in Berlin.
Sie wurde im Oktober 1824 im Fürstenhaus in der Kurstraße 52/53 gegründet. Bereits zwei Jahre später konnte der Schulbetrieb in die Niederwallstraße 12 verlegt werden. Als Leiter wurde Karl Friedrich von Klöden vom preußischen Bildungsministerium bestimmt. Bis 1855 hatte er dieses Amt inne, weshalb die Anstalt auch Kloedensche Gewerbeschule genannt wurde. Weitere Schulleiter waren Friedrich Wilhelm Köhler (ab 1856) und Wilhelm Gallenkamp (ab 1861).
1865 galt die jetzt Friedrichswerdersche Gewerbeschule genannte Anstalt mit 655 Schülern als überfüllt. Zur Entlastung wurde die Luisenstädtische Gewerbeschule gegründet. Mitte des 19. Jahrhunderts wurden vielerorts in Deutschland die Gewerbeschulen zu Realschulen und -gymnasien aufgebaut. 
Ab 1874 führte sie als Friedrichswerdersche Oberrealschule (offizieller Name ab 1882) nach neun Jahren zum Abitur.
Im Jahr 1924 bezog sie einen Neubau an der Weinmeisterstraße 15. In der Zeit des Nationalsozialismus wurde sie – wie alle Oberrealschulen – in Friedrichswerdersche Oberschule für Jungen umbenannt. 
Im Zweiten Weltkrieg wurde das Gebäude zerstört.

## Persönlichkeiten der Schule
- Chemielehrer Friedrich Wöhler (1800–1882); ihm gelang 1828 in seinem kleinen Labor die erste Harnstoffsynthese
- Oberlehrer Johann Friedrich Ruthe (1788–1859), Botaniker und Entomologe
- Lehrer Wilhelm Auerbach (1841–1904), Turn- und Schwimmlehrer, Namensgeber des Auerbachsaltos
- Lehrer Walter Stahlberg (1863–1951), Lehrer von 1888 bis 1891
- Schüler: Theodor Fontane (1819–1898), Schriftsteller, sowie Johann Gustav Rudolf Ruthe, Tierarzt und Botaniker